# ブランチ松井山手
ブランチ松井山手（ブランチまついやまて）は、京都府京田辺市に所在する大和リースが運営する商業施設である。

## 概要

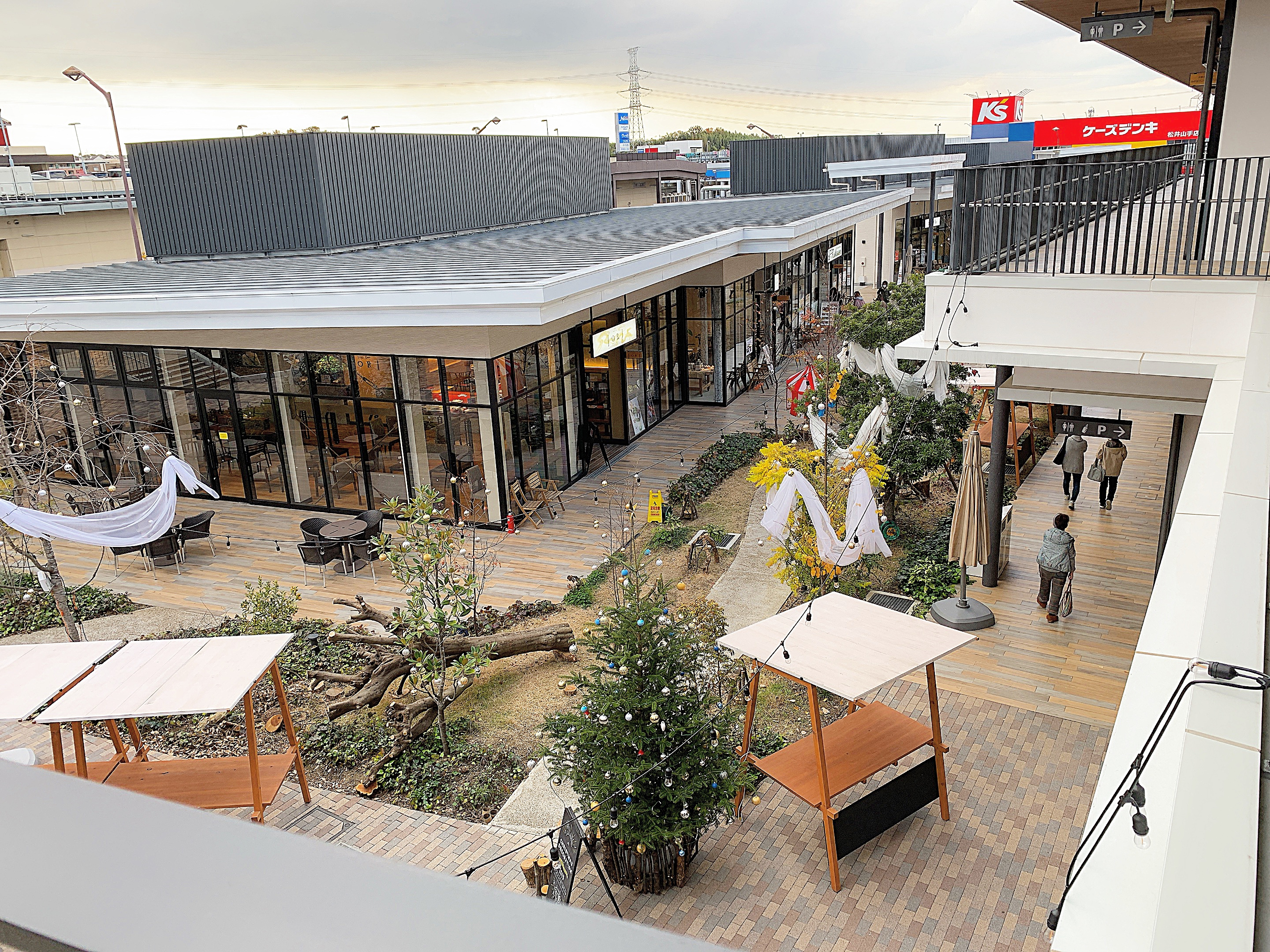
中庭の様子(2019年12月)

大きく広がる樹の枝をイメージし、地域コミュニティを育む拠点として、体験型施設や交流スペースを設けた新しい業態の複合商業施設、ブランチの京都府初進出の店舗となる。
敷地の所有者は京阪電鉄不動産で、大和リースが30年間の事業用定期借地契約により借り受けて商業施設を整備した。

## 沿革
- 2015年（平成27年）
  - 12月21日 - 前身である「京阪東ローズタウン タウンプラザ」の解体撤去工事が開始[4]。
- 2017年（平成29年）
  - 12月1日 - 「ブランチ松井山手」の建設工事が開始[5]。
- 2018年（平成30年）
  - 12月13日 - 内覧会を開催[6]。
  - 12月14日 - グランドオープン[7]。
- 2019年（令和元年）
  - 3月18日 - 「ママスクエア 松井山手店」がオープン[8]。
  - 4月10日 - 「李朝園 松井山手店」がオープン[9]。
  - 4月19日 - 「朝日屋 ブランチ松井山手店」がオープン[10]。
  - 5月2日 - 「CURRY DINING SHAHI」がオープン[11]。
  - 5月18日 - 「京都イオリカフェ 松井山手店」がオープン[12]。
  - 12月25日 - 「Flower Quiche」が閉店[13]。
  - 12月31日 - 「KOKORO29」が閉店[14]。

## 交通アクセス
- JR学研都市線「松井山手駅」下車西側すぐ
- 京阪バス・ダイレクトエクスプレス直Q京都「松井山手駅」下車すぐ
- 第二京阪道路（京都方面より）「八幡東IC」から約10分
- 第二京阪道路（大阪方面より）「京田辺松井IC出口」から約7分
- 新名神高速道路（奈良方面より）「八幡京田辺IC出口」から約7分